# ویاچسلاف فتیسوف
ویاچسلاف فتیسوف (انگلیسی: Viacheslav Fetisov؛ زادهٔ ۲۰ آوریل ۱۹۵۸) بازیکن هاکی روی یخ و سیاستمدار اهل روسیه است.
از فیلم‌ها یا برنامه‌های تلویزیونی که وی در آن نقش داشته‌است می‌توان به ارتش سرخ اشاره کرد.
وی همچنین برندهٔ جوایزی همچون تالار افتخارات هاکی، نشان دوستی، و نشان لنین شده‌است.